# Prolaena
Prolaena — вимерлий рід гієнодонтових ссавців. Скам'янілості знайдено в Китаї. Описано 1 вид: Prolaena parva.